# 金沙江醉鱼草
金沙江醉鱼草（学名：Buddleja nivea）为玄参科醉鱼草属的植物，是中国的特有植物。分布在中国大陆的云南、四川、西藏等地，生长于海拔750米至3,600米的地区，见于山坡、山地疏林中以及山谷灌木丛中，目前尚未由人工引种栽培。

## 别名
雪白醉鱼草（华北经济植物志要）